# Sarabhai (Mondkrater)
Sarabhai ist ein kleiner Einschlagkrater auf der nordöstlichen Mondvorderseite in der Ebene des Mare Serenitatis, nordöstlich des Kraters Bessel.
Der Krater wurde 1973 von der IAU nach dem indischen Physiker Vikram Sarabhai offiziell benannt.